# Pezoporus flaviventris
Il pappagallo terragnolo occidentale (Pezoporus flaviventris North, 1911) è un raro uccello della famiglia degli Psittaculidi endemico dell'Australia Occidentale, strettamente imparentato con il pappagallo terragnolo orientale (P. wallicus) e il misterioso pappagallo notturno (P. occidentalis). Con una popolazione di entità sconosciuta, ma sicuramente inferiore alle 140 unità, è uno degli uccelli più rari del mondo.

## Descrizione

### Dimensioni

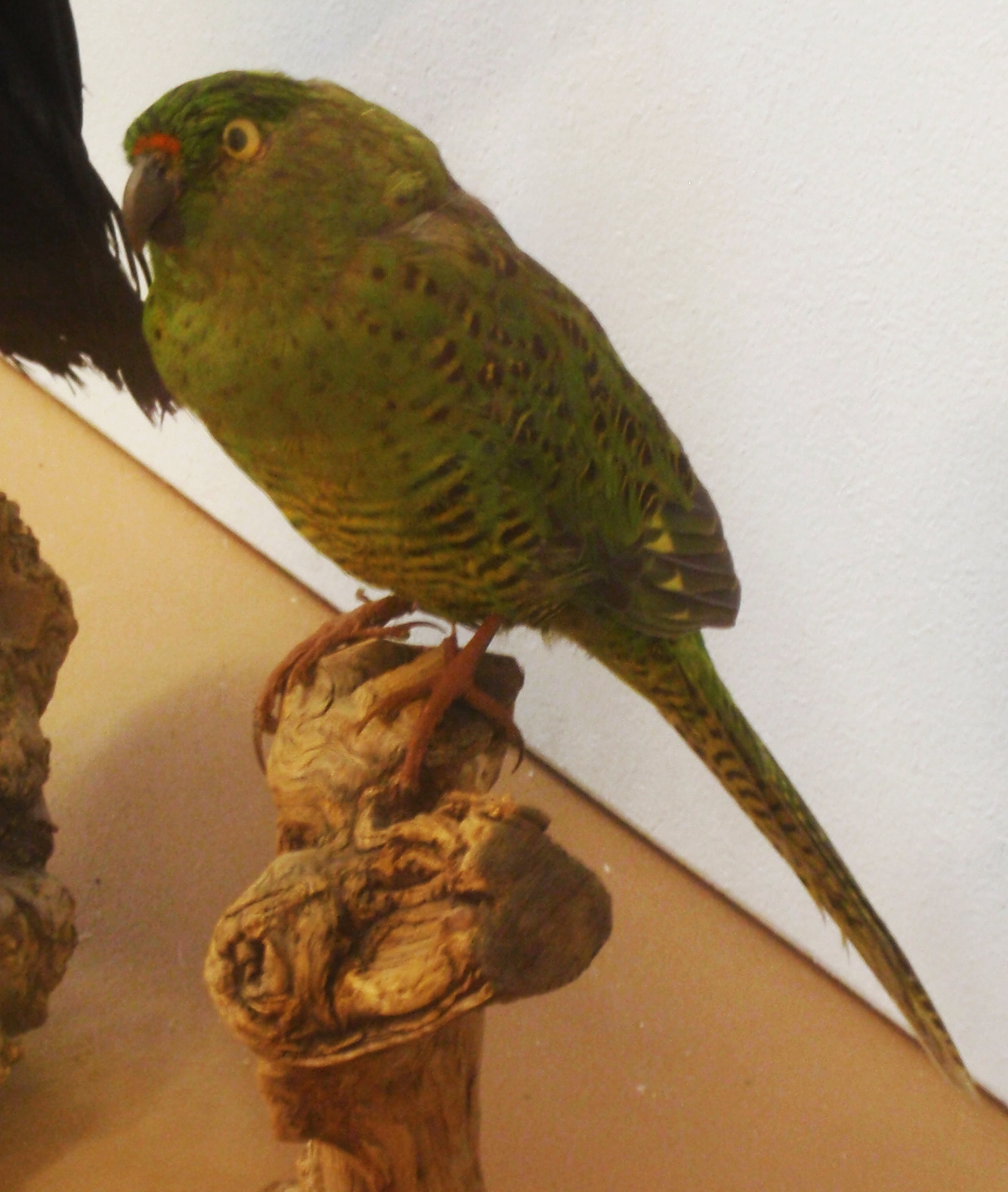
Esemplare impagliato al museo di storia naturale di Göteborg.

Due maschi esaminati avevano, rispettivamente, una lunghezza dell'ala di 135 e 138 mm, coda di 164 e 176 mm, becco di 14 e 15 mm, e tarso di 26 e 30 mm. Le stesse misure, in tre femmine, erano di 118-133 mm, 145-176 mm, 13-15 mm e 26-28 mm.

### Aspetto
Il piumaggio del pappagallo terragnolo occidentale è pressoché identico a quello del pappagallo terragnolo orientale, con una colorazione base verde brillante, picchiettata di nero, di marrone e di giallo che gli conferisce un aspetto molto «mimetico». Sulla fronte si evidenzia una macchia di colore rosso chiaro. L'iride è gialla, mentre becco e zampe sono grigi. Diversamente dal suo cugino orientale, tuttavia, presenta le piume dell'addome e le copritrici sotto-caudali di colore giallo brillante con striature nere indistinte. Nei giovani esemplari, inoltre, la regione attorno alla testa, le copritrici alari e il dorso sono di colore grigio-bruno, diversamente da quanto avviene nei giovani della specie orientale, in cui le stesse zone sono di colore verde brillante (come nell'adulto). Questa differenza di piumaggio fornirebbe una migliore mimetizzazione ai giovani esemplari, dalle abitudini più nomadi, che scorrazzano nell'habitat tipico delle regioni aride sud-occidentali in cui risiedono. Al contrario, il pappagallo terragnolo orientale vive in zone dove la vegetazione è molto fitta, con poche zone di terreno aperto.

## Biologia
Il pappagallo terragnolo occidentale di solito si alimenta da solo o in compagnia di un altro membro della stessa specie. Viene avvistato solo di rado, perché di giorno si alza in volo o emette i suoi richiami solo raramente, e resta generalmente nascosto tra la bassa vegetazione. Il suo piumaggio gli conferisce una buona mimetizzazione. Se scoperto, fugge via volando basso al di sopra della vegetazione, per poi atterrare nuovamente dopo aver percorso 100 metri o giù di lì. Questi voli a zig-zag sono caratterizzati da brevi fasi di planata e rapidi battiti d'ala. La specie fa udire il suo richiamo al tramonto e al mattino presto, prima del sorgere del sole; si tratta di un acuto grido variabile udibile anche da una certa distanza, al quale fanno eco i conspecifici che si trovano nelle vicinanze.

### Alimentazione
La specie si nutre dei semi di varie specie di piante, in particolar modo di carici quali Mesomelaena stygia, ma una parte consistente della sua dieta è costituita anche dai boccioli e dalla base dei fiori delle piante dei generi Beaufortia, Dryandra e Grevillea. Un esemplare è stato visto mangiare le foglie semi-succulente della Daviesia pachyphylla. Nel complesso si può affermare che il pappagallo terragnolo occidentale ha una dieta piuttosto varia, che sfrutta gran parte della varietà floristica dell'habitat in cui risiede.

### Riproduzione
Le abitudini riproduttive di questa specie in natura non sono molto conosciute, ma si presume che non si discostino molto da quelle della sua controparte orientale. Non sappiamo esattamente in che periodo dell'anno ricada la stagione degli amori, ma giovani esemplari non ancora in grado di volare sono stati segnalati nel periodo che va da settembre a novembre. Il nido viene scavato tra le erbe alte ed i cespugli fitti e poi ricoperto e mimetizzato con frasche, foglie, rametti e fili d'erba. In una di tali strutture rinvenuta il 20 novembre 1913 sulla Wilson Inlet, un'insenatura lungo la costa meridionale dell'Australia Occidentale, furono rinvenute tre uova di 27,2 × 22,3 mm.

## Distribuzione e habitat

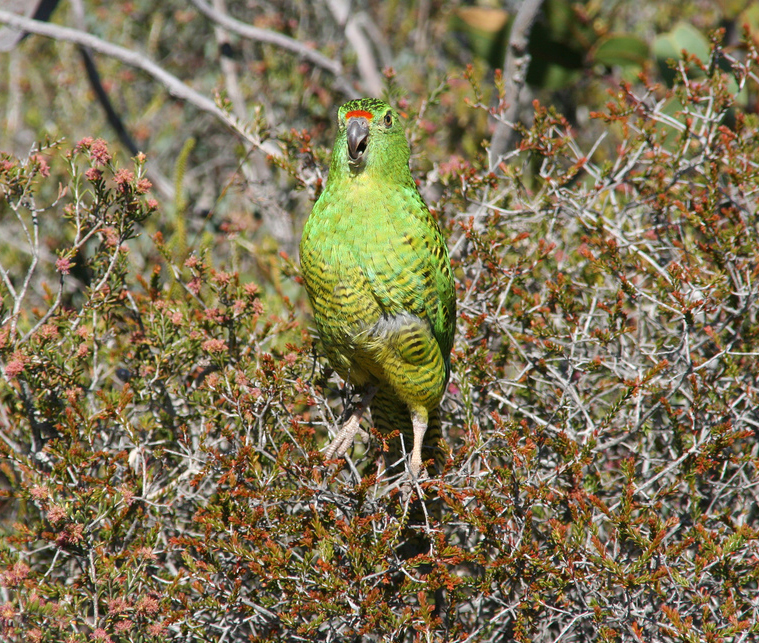
Un esemplare lancia il suo richiamo.

In passato, questa specie era diffusa lungo tutta la costa dell'angolo sud-occidentale dell'Australia, spingendosi anche a nord di Perth, forse addirittura fino a Geraldton. Verso est, era diffusa fino alla Israelite Bay. Tuttavia, sembra che fosse scomparsa dalla costa occidentale già a partire dal 1900. Attualmente, il suo areale è limitato a tre aree protette lungo la costa meridionale del continente, a est di Albany: i parchi nazionali del fiume Fitzgerald e di Cape Arid e la riserva naturale di Nuytsland.
Habitat più comune di questa specie è la bassa brughiera con una grande diversità di piante che si sviluppa sulle spiagge bianche della zona. I pappagalli sembrano essere più numerosi nelle brughiere che non hanno subito incendi da decenni, ma sono stati trovati anche in aree che erano state distrutte da un incendio appena sei anni prima. Di solito prediligono le zone con una componente piuttosto alta di carici.

## Tassonomia
Descritto come specie separata da Alfred John North nel 1911 a causa del piumaggio differente, il pappagallo terragnolo occidentale deve l'epiteto specifico, flaviventris, ai termini latini flavus, «giallo oro», e venter, «pancia». Già nel 1912, tuttavia, Gregory Mathews lo considerò una sottospecie del pappagallo terragnolo orientale, non ritenendolo abbastanza differente da giustificarne il rango di specie a sé. Tale classificazione è stata seguita dalla maggior parte degli autori, finché nel 2010 uno studio molecolare non ha dimostrato la sua diversità genetica dalle popolazioni originarie di Australia orientale e Tasmania, dalle quali si sarebbe separato circa 2 milioni di anni fa.

## Conservazione
Il pappagallo terragnolo occidentale è una delle specie di uccelli più rare del mondo. Dal 1900, il numero di esemplari è diminuito del 60% circa e recentemente la sua popolazione è stata stimata a meno di 140 individui, confinati prevalentemente nel parco nazionale di Cape Arid, dove un incendio boschivo nel gennaio 2011 potrebbe averne diminuito ulteriormente il numero. Nel parco nazionale del fiume Fitzgerald la specie non viene più avvistata dal 2012, ma gli studiosi sperano che qualche esemplare possa essere ancora presente nell'area. Nel novembre 2015, un incendio devastante ha distrutto quasi il 90% della vegetazione del parco nazionale di Cape Arid, lasciando intatte solamente due sacche di habitat, dove un numero sconosciuto di esemplari di pappagallo terragnolo è fortunatamente riuscito a sopravvivere. Più recentemente, alcuni uccelli sono stati avvistati e uditi nella vicina riserva naturale di Nuytsland per la prima volta dal 2006, ma attualmente il numero di esemplari di pappagallo terragnolo occidentale presenti in natura è sconosciuto. Per cercare di salvaguardare la specie è stato istituito un programma di recupero su ampia scala, che prevede, oltre all'attuazione di strategie di gestione degli incendi volte al mantenimento dell'idoneità degli habitat, anche l'eradicazione delle volpi e dei gatti randagi all'interno dei parchi nazionali e l'attuazione di un programma di riproduzione in cattività allo scopo di reintrodurre i pappagalli in altre parti del suo areale storico.
Pur non essendo ancora stato valutato dalla IUCN (che lo considera ancora come una sottospecie di Pezoporos wallicus), il pappagallo terragnolo occidentale viene classificato come specie in pericolo critico ai fini dell'Australian Environment Protection and Biodiversity Conservation Act 1999, e gode di un particolare livello di protezione governativa. Inoltre, classificato ancora come forma di P. wallicus, figura nell'Appendice I della CITES.